# 弗雷德里·亨德里·佩奇

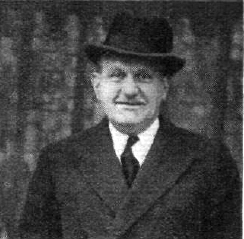
弗雷德里·亨德里·佩奇的肖像

弗雷德里·亨德里·佩奇（英語：Frederick Handley Page, 1885年11月15日—1962年4月21日）是飛機設計師。

## 生平
1885年生於英國格洛斯特郡切爾滕納姆。他所設計的0/400型雙發動機飛機是最早的重型轟炸機之一。在第二次世界大戰英軍採用他的漢普登轟炸機和哈利法克斯轟炸機。他設計的民用飛機包括漢尼拔、赫姆斯和赫勒爾德等型運輸機。
1909年建立了以他的名字命名的航空工程公司。1942年被封為爵士。於1962年卒於倫敦。